# Stor-Renholmsgrundet
Stor-Renholmsgrundet is een Zweeds eiland behorend tot de Lule-archipel. Het was een zandbank voor de kust van het voormalige eiland Renholmen, dat anno 2008 een schiereiland is. Stor-Renholmsgrundet heeft geen oeververbinding en is bebouwd.